# وضعیت استثنائی

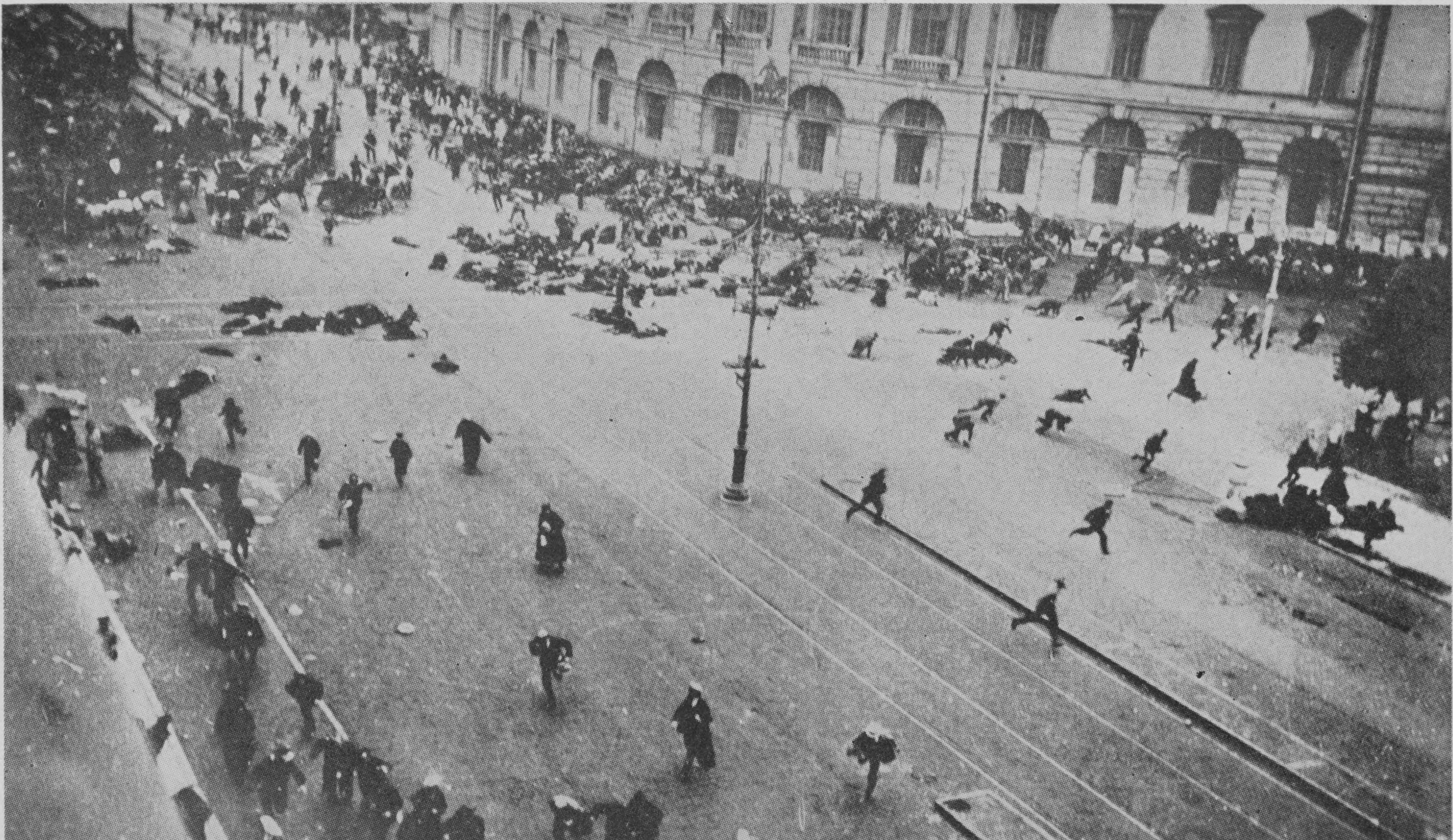
نگاره ای از یک وضعیت اضطراری

وضعیت استثنایی (به انگلیسی: state of exception) از مفاهیم نظریه قانون کارل اشمیت نظریه‌پرداز سیاسی آلمانی است.
وضعیت استثنایی همانند وضعیت اضطراری است اما حالتی را بیان می‌کند که فرمانروا به نام منفعت همگانی، پا را از قانونمندی فراتر بگذارد.
این مفهوم در کتاب «وضعیت استثنایی» نوشته جورجو آگامبن تشریح شده‌است.
در نظر اشمیت، سیاست چیزی نیست مگر تصمیم‌گیری فرد حاکم در وضعیت استثنایی؛ یا به عبارت دیگر، کنش ترسیم یک مرز در فضای استثنایی برخاسته از تعلیق هرگونه قانون است به قصد مشخص‌ساختن قلمرو حاکمیت و ایجاد تمایز میان درون و برون، خودی و غیرخودی، و نهایتاً دوست و دشمن.